# ゴードン・ラグビー
ゴードン・ラグビー（英: Gordon Rugby）は、オーストラリア・ニューサウスウェールズ州シドニー都市圏のウィロウビーを拠点とするラグビーユニオンチーム。シュートシールドに所属。

## 概要
1936年創設。
ニューサウスウェールズ州における最高峰リーグであるシュートシールドに所属。

## タイトル
2022年10月現在
- シュートシールド
  - 優勝 9回：1949, 1952, 1956, 1958, 1976, 1993, 1995, 1998, 2020

## 歴代所属選手
- ジャック・デンプシー（ オーストラリア代表／ スコットランド代表）